# Sylviane Tarsot-Gillery
Sylviane Tarsot-Gillery, née le 17 février 1959 à Kouba, est une haute fonctionnaire française.

## Biographie
Après des études de droit public et un passage par l'Institut d'études politiques de Paris (1980, section Service Public, puis un DESS en urbanisme, aménagement et développement local en 1982), elle intègre l'ENA au sein de la promotion Denis-Diderot (1984 - 1986).
Elle travaille d'abord comme conseillère de chambre régionale des comptes[Où ?] (1986-1991), puis se dirige ensuite vers l'administration de la culture, comme administratrice civile : elle est, de 1993 à 1996, directrice régionale adjointe des affaires culturelles d'Île-de-France, puis rejoint l'administration centrale pour devenir déléguée adjointe aux arts plastiques (1996-1999).
De nouveau en DRAC (directrice des affaires culturelles de Haute-Normandie) de 1999 à 2002, elle est directrice adjointe de l'administration générale du ministère de 2002 à 2005.
Déléguée générale de la Cité internationale universitaire de Paris (2005-2010), elle est en même temps présidente du Centre national du théâtre (2006, réélue en 2013). Elle s'implique enfin dans la diffusion de la culture française à l'étranger en devenant directrice de Culturesfrance (2010), puis directrice générale déléguée de la structure qui lui succède, l'Institut français, en tandem avec le président exécutif Xavier Darcos (2012).
En février 2014, elle est nommée directrice générale de la Bibliothèque nationale de France.
En novembre 2018, elle est nommée directrice générale de la création artistique au ministère de la Culture.

## Décorations
Le 13 juillet 2011, elle est nommée au grade de chevalier dans l'ordre national de la Légion d'honneur au titre de « directrice générale déléguée d'un établissement public à caractère culturel ; 25 ans de services ».
Le 17 juillet 2015, elle est promue au grade d'officier de l'ordre des Arts et des Lettres.